# 再生 (曲)
「再生」（さいせい）は、2019年11月29日にPerfume Records / ユニバーサルJから配信されたPerfumeの配信限定シングル。

## 背景
東宝映画『屍人荘の殺人』の主題歌として書き下ろされた楽曲。
ミュージック・ビデオは、映画公開日と同じ12月13日に公開された。自身がメジャーデビュー以降にリリースした全てのミュージック・ビデオの映像をもとに作られたリップシンク映像が使用されている。
26thシングル「Time Warp」にカップリング曲としてCD初収録。同作の完全生産限定盤・初回限定盤特典DVDにはこの曲のPVとメイキング映像が初収録された。
8枚目のアルバム『PLASMA』にも収録された。

## 楽曲
再生
作詞・作曲・編曲：中田ヤスタカ
- 映画『屍人荘の殺人』主題歌